# Sinfonie op. 46 (Pfitzner)
Die Sinfonie C-Dur op. 46 ist die letzte der drei Sinfonien Hans Pfitzners und gehört zum Spätwerk des Komponisten, der sie im Jahr 1940 schrieb. Als Widmung vermerkte Pfitzner über der Partitur: „An die Freunde.“
Obwohl das etwa viertelstündige Werk in seiner zeitlichen Ausdehnung noch kürzer ist als die im Jahr zuvor entstandene Kleine Sinfonie op. 44, maß Pfitzner ihm die Bedeutung einer Sinfonie bei, was wohl auf die größere Orchesterbesetzung und einen damit verbundenen extrovertierteren, „sinfoniegemäßeren“ Charakter von op. 46 zurückzuführen ist. 
Bei der C-Dur-Sinfonie handelt es sich um drei Sätze, die attacca ineinander übergehen und somit einen großen Satz bilden. Der erste Satz (Allegro) basiert auf einem heroischen ersten und einem zurückhaltenderen zweiten Thema. In der Durchführung wird nur das erste Thema verarbeitet, dafür findet in der Reprise nur das zweite Verwendung. Als Mittelsatz dient ein elegisches Adagio in a-Moll. In den ruhigen Ausklang dieses Teils fährt abrupt ein furioses Presto, das zum Schluss in das Anfangsthema des Allegros mündet, mit dem die Sinfonie effektvoll abgerundet wird.
Die Uraufführung des Werkes fand am 11. Oktober 1940 statt. Neben den Palestrina-Vorspielen und der Ouvertüre zum Käthchen von Heilbronn ist die Sinfonie op. 46 das erfolgreichste Orchesterwerk Pfitzners.

## Diskographie
- Hans Pfitzner, Berliner Philharmoniker, 1940, Preiser
- Karl Böhm, Staatskapelle Dresden, 1942, Sonia
- Wilhelm Furtwängler, Wiener Philharmoniker, 1949, Orfeo
- Ferdinand Leitner, Berliner Philharmoniker, 1959, Deutsche Grammophon
- Werner Andreas Albert, Bamberger Symphoniker, 1991, cpo